# 장쭝창
장쭝창(張宗昌, 1881년 ~ 1932년 9월 3일)은 20세기 산동성 등지를 지배한 중국의 군벌이다. 타임지는 그를 '중국의 가장 비열한 군벌'이라 불렀다. 장쭝창은 그가 가장 좋아한 카드 게임이나 강장제에서 따온 '개고기 장군'(중국어: 狗肉将军, 병음: Gǒuròu Jiāngjūn)과 같이 많은 별명으로 불렸다.